# Кіяновська Маріанна Ярославівна
Маріа́нна Яросла́вівна Кіяно́вська (нар. 17 листопада 1973, Нестеров, нині Жовква, Львівської області) — українська поетеса, прозаїкиня, есеїстка, перекладачка, літературна критикиня та літературознавиця. Членкиня Національної спілки письменників України, Українського ПЕН. Лавреатка Шевченківської премії (2020) та Міжнародної літературної премії ім. Збіґнєва Герберта (2022) за збірку поезій «Бабин яр. Голосами».

## Життєпис
1997 року закінчила філологічний факультет Львівського університету.
У студентські роки належала до жіночого літературного угруповання ММЮННА ТУГА (за першими літерами імен: Мар'яна Савка, Маріанна Кіяновська, Юлія Міщенко, Наталка Сняданко, Наталя Томків і Анна Середа; ТУГА — «Товариство усамітнених графоманок»).
Координаторка Львівського осередку Асоціації українських письменників.
У січні 1999 року була учасницею акції «Січ Уяздовська» (Варшава). У квітні — жовтні 2003 року — стипендіатка програми Міністра культури i Національної Спадщини Республіки Польща «Gaude Polonia».
У 2004–2006 роках вела рубрику «Нова польська література» в журналі «Кур'єр Кривбасу». 
Авторка поетичних книг «Інкарнація» (1997); «Вінки сонетів» (1999); «Міфотворення» (2000), «Кохання і війна» (в співавторстві з Мар'яною Савкою; 2002), «Книга Адама» (2004), «Звичайна мова» (2005), «Дещо щоденне» (2008). Є автором книжки «Стежка вздовж ріки» (2008).
Твори перекладалися азербайджанською, англійською, білоруською, грузинською, івритом, італійською, литовською, німецькою, польською, російською, словацькою, словенською, сербською, чеською та шведською мовами. Кіяновська — учасниця кількох антологій.
З 2011 року є засновницею та директоркою незалежної літературної премії «Великий Їжак», якою відзначаються автори найкращих сучасних україномовних книжок для дітей. Основною метою цього визначного й безпрецедентного для України, українського дитячого письменництва, книговидавництва й літератури в цілому, проєкту — є популяризація якісної друкованої книги серед дітей та підлітків й формування європейської читацької порядності та свідомості, серед засилля піратських копій та оцифровок, та передусім — піднесення культури читання серед молодих українців до належного та справедливого рівня ознаки престижу й високого соціального статусу.
Публікує вірші та переклади у періодичних виданнях. Лавреатка премій імені Богдана-Ігоря Антонича та видавництва «Смолоскип». Лавреат премії імені Нестора Літописця за найкращу літературну публікацію у журналі «Київська Русь» (2006). 
Десята лавреатка престижної Міжнародної літературної премії ім. Збігнєва Герберта — за «вражаючу», як зазначено у вердикті журі, збірку поезій «Бабин Яр. Голосами», яка була видана 2017 року на вшанування пам'яті жертв масових розстрілів у Бабиному Яру під час Другої світової війни.
Зі слів Юрія Бедрика, у текстах Кіяновської «природно співіснують божественна любов до ближнього й вишукана еротичність».
Юрій Іздрик вважає Маріанну Кіяновську однією з найперспективніших поеток сучасної української літератури.

## Твори

### Поетичні збірки
- 1997 — «Інкарнація»;
- 1999 — «Вінки сонетів»;
- 2000 — «Міфотворення»;
- 2002 — «Кохання і війна» (у співавторстві з Мар'яною Савкою);
- 2004 — «Книга Адама»;
- 2005 — «Звичайна мова»;
- 2008 — «Дещо щоденне»;
- 2008 — «Стежка вздовж ріки»;
- 2014 — «ДО ЕР»;
- 2014 — «373»;
- 2016 — «Листи з Литви / Листи зі Львова» (у співавторстві з Мар'яною Савкою);
- 2017 — «Бабин Яр. Голосами» (відзначена Шевченківською премією 2020 року; за цю збірку Кіяновська отримала звання Європейської поетки свободи 2022 року);
- 2018 — «Гематогавафа: живі перетворення»;
- 2020 — «Живі перетворення»

### Переклади
- Юліан Тувім. Поезії та контексти. — К.: Дух і Літера, 2012. С. 304, ISBN 978-966-378-303-1
- Шарлотта Бронте. «Джейн Ейр». — К.: Книголав, 2018. С. 608, тираж 2000, ISBN 978-617-7563-12-8
- Болеслав Лесьмян. «Ангели». — К.: Дух і Літера, 2019. С. 98, ISBN 978-966-378-732-9